# Andrew Bear
Andrew Bear — співак/автор пісень/барабанщик, а також це назва українського рок-гурту з Харкова. Andrew Bear — один з найактивніших гастролюючих гуртів з України. Andrew Bear — це незалежний проект зроблений самими учасниками. Усю роботу з продажу квитків, подання оголошень, реклами виконує Андрій з допомогою решти команди.
Вони не мають лейблу, букінг-агентства, спонсорів тощо. Усі виступи, записи та інші штуки —заслуга хлопців та їхнього кола фанатів, яке за ці два роки розширилося по всьому європейському континенту.

## Історія
20 вересня 2013 року вийшов дебютний альбом «Free Man». Це був мікс пісень кількох жанрів: блюз-року, гаражного року та поп-року.
За місяць до того побачив світ реліз кліпу на пісню «Whiskey&Rain», який одразу ж потрапив в ефір A-ONE ROCK TV — єдиний телевізійний канал для рок-музики на CIS. Кілька пісень із цього альбому досі крутять на «Радіо Rocks» — єдиному рок-радіо в Україні.
У лютому 2014-го Andrew Bear випустили свій міні-альбом «Garage Sessions», що значно відрізнявся від ідеально спродюсованого дебюту. Він був записаний протягом шести днів і мав дійсно щільне та різке «гранжове» звучання. У гаражі свого друга за температури –2 °C Андрій та його гурт записали відео до пісні «Fake».

Після кількох виступів в Україні, Росії та Білорусі хлопці вирушили у свій перший європейський тур тривалістю два місяці, який включав 40 шоу — від Польщі до Італії.

Після короткої перерви восени 2014 року Andrew Bear вирушили в другий європейський тур, знову на два місяці, але цього разу хлопці дослідили південну частину Європи: Францію, Іспанію, Португалію та інші країни.

Загалом у 2014—2015 роках хлопці дали близько 120 концертів у 17 країнах Європи.

У березні 2015 року склад команди змінився. Репетиція другого альбому розпочалася з двома новими членами команди. У липні 2015-го робота закінчилася, композиції були готові до запису й хлопці вирушили на студію до Санкт-Петербурга.

Усі пісні були записані наживо за тиждень. Такий принцип запису дав змогу досягнути традиційного гаражного звучання, що й було однією із цілей у записі.
20 жовтня 2015-го було випущено перший сингл і кліп з майбутнього альбому. Пісню «Divine» тепло прийняла музична преса, і вона згадувалася в деяких журналах та блогах України, Росії, Європи й Америки. Фанати також оцінили новий вигляд і звучання гурту.
8 грудня 2015 — дата релізу другого альбому під назвою «Lightness». Після цього, у кінці того самого місяця, хлопці організували перший тур Україною, щоб презентувати й просувати новий альбом у рідній країні.

У квітні — червні 2016-го відбудеться третій тур Європою, що стане наступним великим кроком для гурту. Планується 50—60 шоу та безперервні гастролі.

## Дискографія

### Студійні альбоми
- 2013 — Free Man
- 2014 — (міні-альбом) «Garage Sessions»
- 2015 — Lightness

### Сингли
- 2015 — «Divine»

## Відеокліпи
- 2014 — «Whiskey&Rain»
- 2014 — «Fake»